# 莫羅濟夫斯凱 (瓦西里基夫卡市鎮)
48°5′55″N 35°46′36″E / 48.09861°N 35.77667°E
莫羅濟夫斯凱（烏克蘭語：Морозівське）是位於烏克蘭中部的村莊，由第聶伯羅彼得羅夫斯克州裡錫內利尼科韋區的瓦西里基夫卡市鎮負責管轄。該村分別距離奧列克西伊夫卡0.5公里和新赫里霍里夫卡1公里，2001年人口27。